# Aliivibrio fischeri
Aliivibrio fischeri (früher Bacillus fischeri, synonym „Einheimischer Leuchtbacillus“) wurde 1889 von Martinus Willem Beijerinck beschrieben und ist ein gramnegatives Bakterium, das in den Meeren der Welt lebt. 2007 wurde die Spezies Vibrio fischeri und andere Spezies der Gattung Vibrio neu klassifiziert und auf Grund genetischer Daten der Gattung Aliivibrio zugeordnet. Es lebt fakultativ anaerob und hat Flagellen, mit deren Hilfe es zur Fortbewegung befähigt ist. Ferner ist es biolumineszent und lebt häufig in Symbiose mit anderen Lebewesen. Sein Genom wurde komplett sequenziert.

## Vorkommen
A. fischeri kommt in geringen Konzentrationen in allen Weltmeeren vor, jedoch besonders verbreitet in Symbiose mit anderen Meereslebewesen wie zum Beispiel Heringen oder Kalmaren.
Am Beispiel des Tintenfisches Euprymna scolopes lässt sich eine Facette möglicher Symbiosen gut aufzeigen:
E. scolopes bewohnt nur Gewässer mit geringer Tiefe vor Hawaii und jagt dort nachts. Schnell würde er in dem seichten Wasser selbst zur Beute von Räubern, da er auf der vom Mond hell erleuchteten Wasseroberfläche einen dunklen, rasch wahrnehmbaren Fleck hinterließe. Doch durch seine Symbionten emittiert er selbst Licht und erzeugt eine homogen erleuchtete Fläche, von der er sich nicht abhebt, sich also nahezu perfekt tarnt.

## Toxizität
Bei A. fischeri wurde auch die Produktion von Tetrodotoxin (TTX), einem starken Nervengift, nachgewiesen. Ein Tetrodotoxin produzierender Stamm konnte aus dem Kugelfisch Fugu vermicularis radiatus isoliert werden.

## Verwendung
A. fischeri findet bei der Untersuchung der Wasserqualität Anwendung. Nach EN ISO 11348 werden Abwasserproben mit NaCl versetzt, anschließend mit einer geringen Konzentration Leuchtbakterien beimpft und deren Leuchtintensität gemessen. Nach 30 min Inkubation bei 15 °C wird die Messung der Leuchtintensität wiederholt. Die Differenz der Leuchtstärke gibt Aufschluss über die Wasserqualität, da die Leuchtbakterien ihre Vermehrungsrate und Leuchtstärke der Wasserqualität anpassen. Im Gegensatz zum klassischen Daphnientest ist das Verfahren tierversuchsfrei.